# Huixtla
Huixtla est une municipalité du Chiapas, au Mexique. Elle couvre une superficie de 385 km2 et compte 54 332 habitants en 2015.